# Pedro José Rojas
Pedro José Rojas (Cumaná, Estado Sucre, Venezuela, 28 de junio de 1818-París, Francia, 28 de mayo de 1874) fue un militar y político venezolano, secretario general y sustituto de José Antonio Páez, más conocido por firmar el Tratado de Coche, el tratado de paz que estableció la culminación formal de la Guerra Federal de Venezuela el 23 de abril de 1863 junto a Antonio Guzmán Blanco, secretario general del presidente provisional de la Federación, Juan Crisóstomo Falcón, en la hacienda Coche, próxima a Caracas.

## Biografía
Fue hijo de Pedro Rojas Casanova y Josefa Isabel de Rojas, estudió en el Colegio Nacional de Cumaná. Debido a la Revolución de las Reformas abandona sus estudios. En 1840 redacta el semanario El Manzanares. Durante la dictadura de José Tadeo Monagas sale al exilio en Estados Unidos tras el asalto al congreso de 1848.  En Nueva York se hace industrial, traduce al castellano un curso de inglés, escrito por Teodoro Robertson, y figura como «Instructor de la juventud, autor de varios libros de enseñanza, industrial y comerciante». Al establecerse el expresidente José Antonio Páez en Nueva York, se fortalece su amistad, iniciada antes en Caracas. Juntos conspiran contra Monagas. 
El 1° de octubre de 1857, Rojas, que actúa como secretario de Páez, dirige una carta desde Nueva York al general Julián Castro por medio de la cual le pide que se una a la conspiración para derrocar a Monagas. No tiene éxito entonces.
A fines de ese año y comienzos del siguiente, se encuentra en México con el fin de comprar buques y armas para ayudar la revolución que juzga inminente en Venezuela. Al recibir noticias de los sucesos de marzo de 1858 que culminan con la caída de Monagas, regresa a Venezuela, mientras Páez permanece aún en Nueva York. La Convención de Valencia le nombra consejero de Estado en julio de 1858; poco después es designado miembro de la comisión que viaja a Nueva York para presentar al general Páez el acuerdo de la Convención invitándole a regresar a Venezuela. El 15 de diciembre de 1858, Rojas y Páez desembarcan en Cumaná donde son acogidos con entusiasmo. Luego ambos pasan al centro de la República y tras unos meses de tanteos, aparece claramente que un acuerdo entre Páez y Castro es imposible.

## Guerra Federal
Tras el estallido de la Guerra Federal la situación hace crisis en junio de 1859, cuando Rojas es ministro del Interior por espacio de 48 horas. Castro se impone. A comienzos del mes siguiente, Páez se embarca nuevamente hacia Estados Unidos y Rojas le acompaña. En agosto de 1859, cae el gobierno de Julián Castro y Rojas regresa a Venezuela para incorporarse, como diputado por Cumaná, al Congreso de 1860.
El 3 de abril de 1861 Pedro José Rojas comienza a hacer oposición al presidente Manuel Felipe de Tovar en favor de José Antonio Páez, entonces jefe de los ejércitos venezolanos, creando una matriz de opinión divisoria entre ambos personajes. El 29 de agosto Pedro José Rojas y el jefe de la guarnición de Caracas, José Echezuría, ponen bajo arresto domiciliario al presidente Pedro Gual, quien se había opuesto sin éxito a las ambiciones de Páez. En su periódico Rojas propone un gobierno dictatorial bajo la consigna de «Quintero es la guerra, Páez la paz». Ángel Quintero y Páez emprenden viaje juntos desde Valencia hacia Caracas, pero Quintero percibe las aspiraciones de Páez, por lo que opta por exiliarse.
Ese día los militares conservadores proclaman a Páez como jefe civil y militar de Venezuela. El 1 de enero de 1862 Páez reorganiza su gabinete de ministros, transfiriéndole parte del poder a Pedro José Rojas en carácter de sustituto en la Presidencia. El 15 de abril el Concejo Municipal de Caracas, habiendo contado los votos de otros concejos municipales, designa a Pedro José Rojas como sustituto del general Páez.[cita requerida] En 1863, participa en la conferencia de Coche con Antonio Guzmán Blanco, que pone fin a la Guerra Federal.

## Últimos años

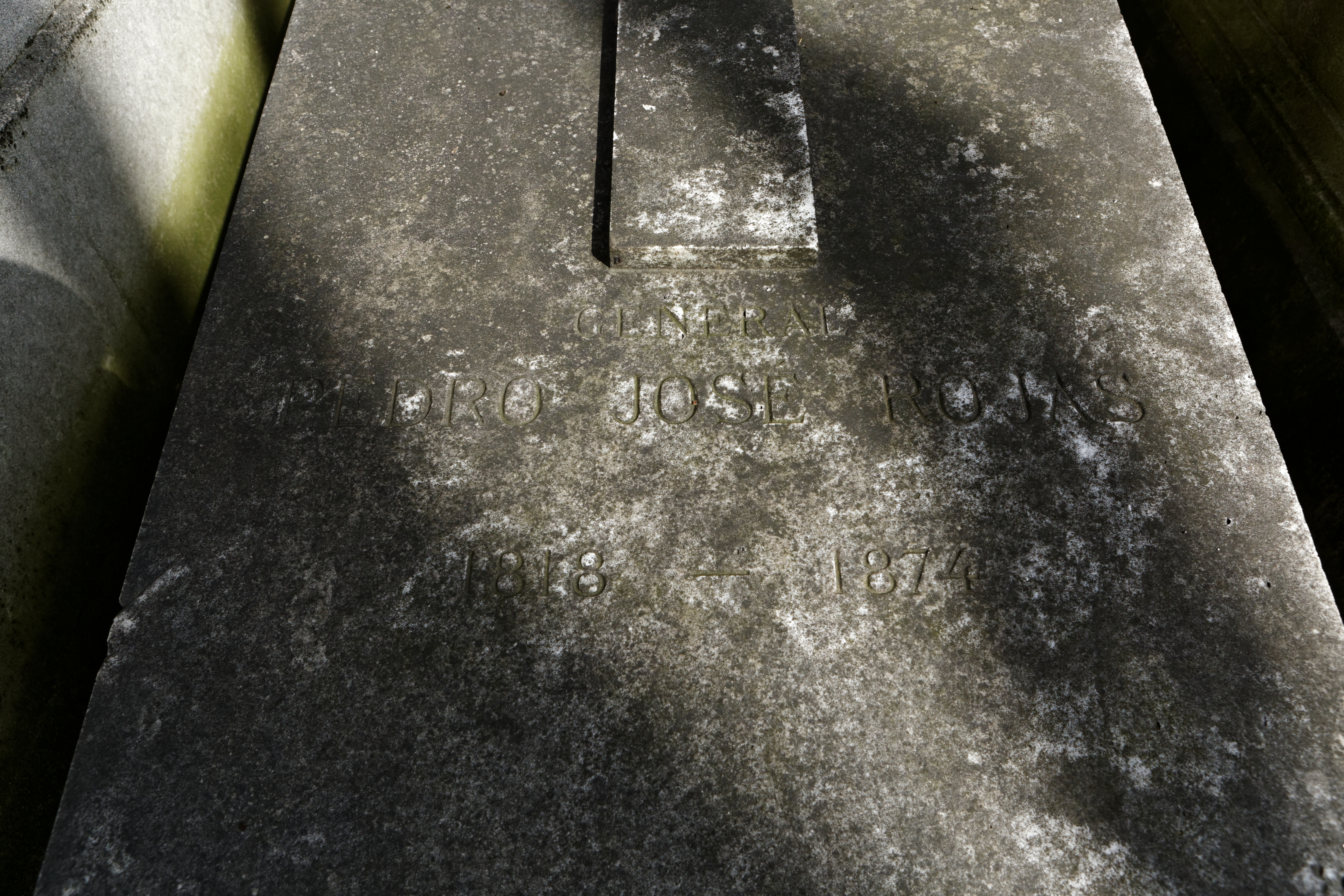
Tumba de Pedro José Rojas.

El 11 de agosto de 1863 se exilia a Santo Tomás. Luego de la Revolución Azul regresa a Venezuela. Sin embargo, con la Revolución de Abril de 1870, vuelve la persecución en su contra y el 10 de marzo de 1871 Antonio Guzmán Blanco ordena su arresto y posteriormente es expulsado a Curazao, luego resuelve viajar a Francia, donde muere en 1874.